# Aml Ameen
Aml Ameen (Camden Town, 30 de julho de 1985) é um ator britânico, reconhecido por interpretar Capheus em Sense8 e Lewis Hardy em The Bill.

## Filmografia
| Ano       | Título             | Papel                 |
| --------- | ------------------ | --------------------- |
| 2003      | EastEnders         | Simon                 |
| 2004      | Bella and the Boys | Terry                 |
| 2004      | Holby City         | Bradley Norris        |
| 2006      | Kidulthood         | Trevor "Trife" Hector |
| 2006-2007 | The Bill           | PC Lewis Hardy        |
| 2008      | Fallout            | Dwayne Edmons         |
| 2008      | Silent Witness     | AJ                    |
| 2008      | Dis/Connected      | Anthony               |
| 2010      | Shank              | Condutor de ônibus    |
| 2010      | Second Chance      | Aaron Bently          |
| 2011-2012 | Harry's Law        | Malcolm Davies        |
| 2012      | CSI: Miami         | Jack Brody            |
| 2012      | Red Tails          | Bag O'Bones           |
| 2012      | The Naked Poet     | Ryan                  |
| 2013      | The Butler         | Cecil                 |
| 2014      | The Maze Runner    | Alby                  |
| 2014      | Beyond the Lights  | Trey                  |
| 2015      | Sense8             | Capheus               |
| 2015      | Lila & Eve         | Stephon               |
| 2018      | Yardie             | Dennis "D" Campbell   |
| 2021      | Till Death         | Tom                   |